# Hamnskär (norra Hammarland, Åland)
Hamnskär är en ö i Åland (Finland). Den ligger i Skärgårdshavet och i kommunen Hammarland i landskapet Åland, i den sydvästra delen av landet. Ön ligger omkring 36 kilometer norr om Mariehamn och omkring 290 kilometer väster om Helsingfors.
Öns area är 44 hektar och dess största längd är 1,6 kilometer i nord-sydlig riktning. Ön höjer sig omkring 10 meter över havsytan.